# Esteperol
L'esteperol (Leccinellum corsicum), també anomenat estepereny, modeguí, molleró d'estepa i molleró tessel·lat, és una espècie de fong de l'ordre dels boletals (Boletales). És un molleró propi d'ambients mediterranis, en garrigues, alzinars i suredes, ocasional i molt localitzat.

## Morfologia
Bolet més aviat mitjà; irregular, molsut i compacte; de barret fins a 10 - (18) cm de diàmetre; barret d'hemisfèric a convex, sovint abonyegat, no s'acostuma a estendre; superfície no separable; víscida en temps humit, seca i clivellada en temps sec; de bru groguenc o bru rosaci a bru, fins a xocolata, bru falb o bistre; el marge pot ser més pàl·lid, bru groguenc.
Tubs de groc pàl·lid a groc; porus de groc pàl·lid a groc, ocracis al frec.
Cama variable, sovint massissa; cilíndrica o de base dilatada; superfície de groc pàl·lid a groc; coberta amb aspres grocs, de brunencs a foscos amb l'edat i el frec.
Carn de blanquinosa a groguenca; en tallar canvia de rosaci o vermellós, però finalment grisenc o violaci, especialment a la cama.

## Hàbitat
Bolet de la muntanya mediterrània, la terra baixa i el litoral; de primavera i de tardor i, en zones litorals, fins ben entrat l'hivern; sempre en terrenys silicis.
Els esteperols estableixen micorrizes amb diferents espècies d'estepes (Cistus sp). L'estepa més freqüent és l'estepa negra o mòdega (Cistus monspeliensis). El trobarem, per tant, en ambients mediterranis, en garrigues, alzinars i suredes
Ocasional, molt localitzat.

## Comestibilitat
Comestible; a conservar pel fet de ser localitzat.